# Arket
Pour l’article ayant un titre homophone, voir Arquette.
Arket (« feuille de papier en suédois) » est une chaîne de magasins de vêtements suédoise appartenant au groupe H&M depuis sa création en 2017,,,. La marque commercialise des vêtements pour femme, homme, enfant et bébé ainsi que des accessoires de voyage, de la papeterie et des fournitures pour la maison. Son placement en gamme est au-dessus de H&M, en milieu de gamme,, avec des créations épurées.
Le siège social et les bureaux de design de l'entreprise sont situés à Stockholm.

## Magasins
Dans les années 2020, Arket possède une vingtaine magasins dans plusieurs pays européens dont le premier point de vente au Royaume-Uni à Londres, et un à Paris de 400 m2 ouvert fin 2022 ; mais il est également possible d'acheter en ligne sur le site internet de la marque depuis 19 pays européens et peu après, d'autres territoires à l'international.
Chaque magasin Arket suit le concept du « Store & Café » (en français « magasin et café »), un magasin spacieux comportant des parties distinctes vêtements homme, femme (parfois enfant et bébé), maison et un café attenant.